# Paul Louis Amans Dop
Paul Louis Amans Dop (Toulouse, 25 de febrero de 1876 - Lectoure, 19 de agosto de 1954) fue un botánico francés, que realizó extensas exploraciones botánicas a Indochina.

## Algunas publicaciones
- 1931.  La végétation de l'Indo-Chine. Trav.Lab. For. Toulouse I (Art. 9): 1-16
- 1933. Les Gmelina arborescents de l'Indochine. Rev. Bot. Appl. 13: 893-897

## Honores

### Epónimos
Género
- Pauldopia Steenis 1969[2] de la familia Bignoniaceae

Especies
- (Ericaceae) Vaccinium dopii H.F.Copel.[3]
- (Lamiaceae) Premna dopii C.Pei[4]
- (Lamiaceae) Teucrium × dopii Sennen[5]

- La abreviatura «Dop» se emplea para indicar a Paul Louis Amans Dop como autoridad en la descripción y clasificación científica de los vegetales.[6]